# Actinochilina
Actinochilina is een geslacht van uitgestorven kreeftachtigen uit de klasse van de Ostracoda (mosselkreeftjes).

## Soorten
- Actinochilina prochilinoides Schallreuter, 1980 †
- Actinochilina suecica (Thorslund, 1948) Jaanusson, 1957 †